# Chérie, j'ai rétréci les gosses (franchise)
 Pour plus de détails, voir Fiche technique et Distribution
Chérie, j'ai rétréci les gosses ou Chérie, j'ai réduit les enfants au Québec (Honey, I Shrunk the Kids) est une franchise médiatique américaine. Elle est initialement imaginée par Stuart Gordon et Brian Yuzna. Le film Chérie, j'ai rétréci les gosses de Joe Johnston sort en 1989. Son immense succès donne lieu à plusieurs suites, une série télévisée et des attractions. Un nouveau film est en développement.

## Cinéma

### Synopsis
Chérie, j'ai rétréci les gosses (1989)
Savant excentrique, Wayne Szalinski a transformé sa maison en véritable laboratoire. Ses voisins, les Thompson, ne supportent plus le bruit quotidien de ses expériences. La dernière invention de Szalinski est une machine capable de miniaturiser la matière qu'il garde dans son grenier, à l'écart de sa femme Diane et de leurs deux enfants, Amy et Nick.
Un jour, une balle de baseball lancée par Ron, le fils cadet des Thompson, déclenche l'appareil. Alors qu'Amy, Nick, Ron et son grand frère Russ Jr. tentent de récupérer la balle perdue au grenier, la machine les réduit à la taille d'une tête d'épingle. Mis à la poubelle par Szalinski qui pense que son invention ne fonctionnera jamais, les quatre minuscules enfants se retrouvent alors dans le jardin, qui prend des allures de jungle impénétrable et menaçante…
Chérie, j'ai agrandi le bébé (1992)
Après avoir rétréci ses enfants, l'inventeur farfelu Wayne Szalinski a maintenant fait l'inverse à son fils de 2 ans, Adam. Le dernier de la famille mesure désormais 40 mètres. Wayne va devoir réparer son erreur. Mais comment contrôler un bébé de 2 ans quand il est 25 fois plus grand que soi ?
Chérie, nous avons été rétrécis (1997)
Wayne Szalinsky et son frère Gordon, ainsi que leurs femmes respectives, se retrouvent rétrécis à la suite d'une mauvaise manipulation du rayon rétrécissant.
Shrunk (TBA)
En janvier 2022, il est annoncé qu'une suite est préparation.

### Fiche technique
| Titre                           | Année | Réalisateurs   | Scénaristes                                     | Histoire originale                              | Producteurs                          | Statut        |
| ------------------------------- | ----- | -------------- | ----------------------------------------------- | ----------------------------------------------- | ------------------------------------ | ------------- |
| Chérie, j'ai rétréci les gosses | 1989  | Joe Johnston   | Ed Naha Tom Schulman                            | Stuart Gordon, Brian Yuzna et Ed Naha           | Penney Finkelman Cox                 | Sortis        |
| Chérie, j'ai agrandi le bébé    | 1992  | Randal Kleiser | Thom Eberhardt, Peter Elbling et Garry Goodrow  | Garry Goodrow                                   | Dawn Steel et Edward S. Feldman (en) | Sortis        |
| Chérie, nous avons été rétrécis | 1997  | Dean Cundey    | Karey Kirkpatrick, Nell Scovell et Joel Hodgson | Karey Kirkpatrick, Nell Scovell et Joel Hodgson | Barry Bernardi                       | Sortis        |
| Shrunk                          | NC    | Joe Johnston   | Todd Rosenberg                                  | Josh Gad, Ryan Dixon, Ian Helfer and Jay Reiss  | David Hoberman et Todd Lieberman     | préproduction |

### Accueil

#### Critiques
| Films                           | Rotten Tomatoes    | Metacritic        | CinemaScore |
| ------------------------------- | ------------------ | ----------------- | ----------- |
| Chérie, j'ai rétréci les gosses | 73% (32 critiques) | 63 (11 critiques) | A           |
| Chérie, j'ai agrandi le bébé    | 40% (20 critiques) | 50 (14 critiques) | B+          |
| Chérie, nous avons été rétrécis | 25% (8 critiques)  | NC                | NC          |

#### Box-office
| Film                            | Recettes au box-office     | Recettes au box-office     | Recettes au box-office     | Nombre d'entrées           | Budget       | Références |
| Film                            | États-Unis/ Canada         | Reste du monde             | Mondial                    | France                     | Budget       | Références |
| ------------------------------- | -------------------------- | -------------------------- | -------------------------- | -------------------------- | ------------ | ---------- |
| Chérie, j'ai rétréci les gosses | 130 724 172 $              | 92 000 000 $               | 222 724 172 $              | 4 263 389                  | 18 000 000 $ | ,          |
| Chérie, j'ai agrandi le bébé    | 58 662 452 $               | 37 167 000 $               | 95 829 542 $               | 1 306 695                  | 32 000 000 $ | ,          |
| Chérie, nous avons été rétrécis | sorti directement en vidéo | sorti directement en vidéo | sorti directement en vidéo | sorti directement en vidéo | 7 000 000 $  | [ 14 ]     |

## Télévision
La série, adaptée du premier film, est diffusée dès 1998. Elle connaitra trois saisons et 66 épisodes. Les interprètes sont différents de ceux des films.
La famille Szalinski déménage dans le Colorado. Une nouvelle vie commence pour Wayne, un inventeur d'objets en tout genre qui trouve un travail et Diane, son épouse qui est avocate, leurs deux enfants, Nick et Amy et leur chien, Quark. Wayne qui crée ses inventions pour besoins professionnels ou personnels a souvent des problèmes, lorsque ses inventions se retournent contre sa famille et lui.

## Attractions
Chérie, j'ai rétréci le public

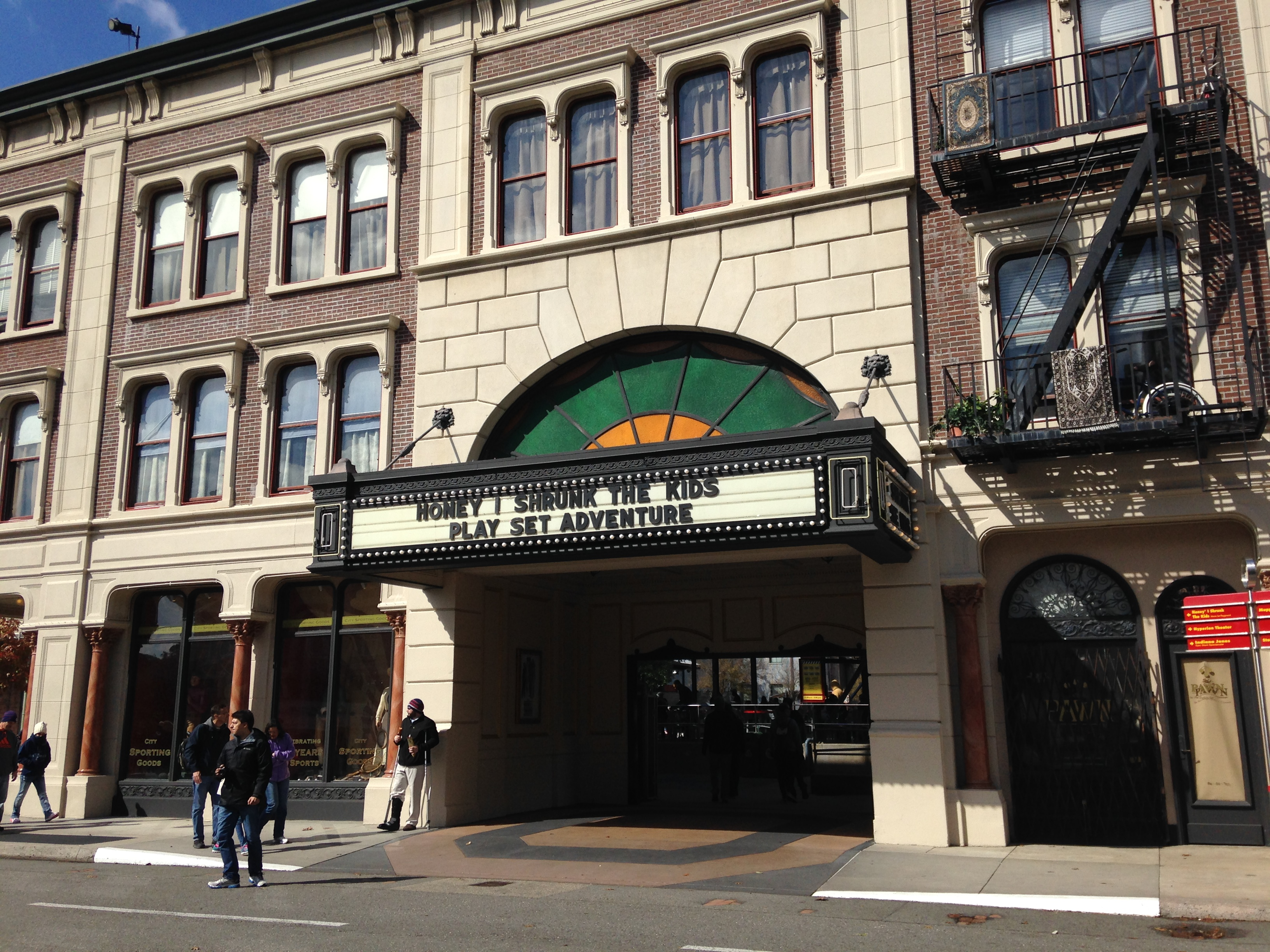
Honey, I Shrunk the Kids: Movie Set Adventure du Disney's Hollywood Studios

En novembre 1994, l'attraction Chérie, j'ai rétréci le public (Honey, I Shrunk The Audience) est inaugurée dans le parc Disney Epcot de Walt Disney World Resort situé à Orlando en Floride. Elle y est présente jusqu'en mai 2010. Elle est dans le parc Disneyland d'Anaheim de 1998 à 2010, à Tokyo Disneyland (1997-2010) et Disneyland Paris (1999-2010).
Journey Into Imagination
Elle est présente dans le parc Epcot de Walt Disney World Resort d'Orlando depuis 1983. On y retrouve le Dr Nigel Channing de Chérie, j'ai rétréci le public.
Honey, I Shrunk the Kids: Movie Set Adventure
Cette attraction est présente dans le parc Disney's Hollywood Studios de Bay Lake en Floride.

## Distribution et personnages
| Personnages            | Films                           | Films                          | Films                           | Attraction                     | Série TV                        | Série TV                        | Série TV                        |
| Personnages            | Chérie, j'ai rétréci les gosses | Chérie, j'ai agrandi le bébé   | Chérie, nous avons été rétrécis | Chérie, j'ai rétréci le public | Chérie, j'ai rétréci les gosses | Chérie, j'ai rétréci les gosses | Chérie, j'ai rétréci les gosses |
| Personnages            | Chérie, j'ai rétréci les gosses | Chérie, j'ai agrandi le bébé   | Chérie, nous avons été rétrécis | Chérie, j'ai rétréci le public | Saison 1                        | Saison 2                        | Saison 3                        |
| ---------------------- | ------------------------------- | ------------------------------ | ------------------------------- | ------------------------------ | ------------------------------- | ------------------------------- | ------------------------------- |
| Wayne Szalinski        | Rick Moranis                    | Rick Moranis                   | Rick Moranis                    | Rick Moranis                   | Peter Scolari                   | Peter Scolari                   | Peter Scolari                   |
| Diane Szalinski        | Marcia Strassman                | Marcia Strassman               | Eve Gordon                      | Marcia Strassman               | Barbara Alyn Woods              | Barbara Alyn Woods              | Barbara Alyn Woods              |
| Amy Szalinski          | Amy O'Neill                     | Amy O'Neill                    |                                 |                                | Hillary Tuck                    | Hillary Tuck                    | Hillary Tuck                    |
| Nick Szalinski         | Robert Oliveri                  | Robert Oliveri                 |                                 | Robert Oliveri                 | Thomas Dekker                   | Thomas Dekker                   | Thomas Dekker                   |
| Quark                  | chien non crédité               | Sammy                          |                                 | chien non crédité              | Matese                          | Rusty                           | Rusty                           |
| Adam Szalinski         |                                 | Daniel ShalikarJoshua Shalikar | Bug Hall                        | Daniel ShalikarJoshua Shalikar |                                 |                                 |                                 |
| Russell Thompson Jr.   | Thomas Wilson Brown             |                                |                                 |                                |                                 |                                 |                                 |
| Ronald "Ron" Thompson  | Jared Rushton                   |                                |                                 |                                |                                 |                                 |                                 |
| Russell Thompson Sr.   | Matt Frewer                     |                                |                                 |                                |                                 |                                 |                                 |
| Mae Thompson           | Kristine Sutherland             |                                |                                 |                                |                                 |                                 |                                 |
| Clifford Sterling      |                                 | Lloyd Bridges                  |                                 |                                |                                 |                                 |                                 |
| Mandy Park             |                                 | Keri Russell                   |                                 |                                |                                 |                                 |                                 |
| Dr Charles Hendrickson |                                 | John Shea                      |                                 |                                |                                 |                                 |                                 |
| Marshall Brooks        |                                 | Ron Canada                     |                                 |                                |                                 |                                 |                                 |
| Gordon Szalinski       |                                 |                                | Stuart Pankin                   |                                |                                 |                                 |                                 |
| Patti Szalinski        |                                 |                                | Robin Bartlett                  |                                |                                 |                                 |                                 |
| Jenny Szalinski        |                                 |                                | Allison Mack                    |                                |                                 |                                 |                                 |
| Mitch Szalinski        |                                 |                                | Jake Richardson                 |                                |                                 |                                 |                                 |
| Ricky King             |                                 |                                | Jojo Adams                      |                                |                                 |                                 |                                 |
| Trey                   |                                 |                                | Theodore Borders                |                                |                                 |                                 |                                 |
| Vince                  |                                 |                                | Bryson Aust                     |                                |                                 |                                 |                                 |
| Dr Nigel Channing      |                                 |                                |                                 | Eric Idle                      |                                 |                                 |                                 |
| Chef Jake McKenna      |                                 |                                |                                 |                                | George Buza                     | George Buza                     | George Buza                     |